# Mariano García Zalba
Mariano García Zalba (Aoiz, 26 de julio de 1809 – Pamplona, 5 de febrero de 1869) fue un organista, compositor y maestro de capilla español.

## Vida
Mariano García Zalba nació en Aoiz, en Navarra, hijo del campanero de la iglesia parroquial de San Miguel, el 26 de julio de 1809 e ingresó como infante del coro de la Catedral de Pamplona el junio de 1817, con ocho años. Allí se educó con Julián Prieto, tenor del coro que se encargaba de la educación de los infantes y de las demás responsabilidades del maestro de capilla desde 1814, fecha del fallecimiento del maestro Francisco de la Huerta. En 1824 el cabildo le propuso suplir las ausencias del bajonista y seguir el camino eclesiástico, que García Zalba rechazó, por lo que tuvo algunos problemas con el cabildo. Mientras trabajaba para la catedral, estudiaba canto y solfeo con el bajonista de la catedral, Mateo Giménez, y armonía y composición con José Guelbenzu, el organista local.
En 1833 se había trasladado a Valladolid, donde trabajo como músico militar. Poco después volvía definitivamente a Pamplona, para trabajar como «bajón y 2.º violín, con la obligación de los demás instrumentos a que se ofrece.» En julio de 1858 fue nombrado director de la recién creada Academia Municipal de Música con una asignación de 6000 reales anuales. Allí trabajó con Miguel Sarasate, padre de Pablo. Allí introdujo el Método de solfeo de Hilarión Eslava, amigo de García Zalba y antiguo tiple de la Catedral de Pamplona. Entre sus alumnos se cuentan Dámaso Zabalza y Felipe Gorriti. En 1865 fundó el Orfeón de Pamplona, con Joaquín Maya.
Sus últimos años se vieron marcados por la enfermedad y la falta de dinero en la Catedral de Pamplona. Solicitó dejar de tocar el figle, lo que le producía problemas, y consiguió que su hijo Mauricio le sustituyera como instrumentista, dedicándose Mariano a la composición. Fallecería en Pamplona el 5 de febrero de 1869.

## Obra
La extensión de su obra deja ver el aprecio que se le tuvo en la época. Eslava afirmaba que las composiciones de García Zalba eran «muy estimadas por la claridad y sencillez de sus ideas, por su buena estructura, por la facilidad de su ejecución, y sobre todo por su buen gusto». Un cronista capitular, Tirso Larequi, también consideraba en 1880 que «tantas bellas páginas musicales [que] ha dejado escritas para esta santa iglesia».
Su obra se encuentra en numerosas catedrales y monasterios españoles, con unas 130 partituras, en su mayoría para coro y orquesta. En el archivo diocesano de Pamplona se conservan numerosas composiciones del maestro. También se conservan obras y documentación suya en el Archivo Municipal de Pamplona, el Archivo de la Música y de las Artes Escénicas de Navarra y ERESBIL, además de la Biblioteca Nacional de España.
Entre sus obras destacan unas Vísperas de San Fermín, que compuso con 46 años. Estas vísperas se interpretaban todos los 6 de julio durante las fiestas de San Fermín, después del popular riau-riau, hasta la década de 1950 y reintroducida más tarde.